# Liste des mammifères au Luxembourg

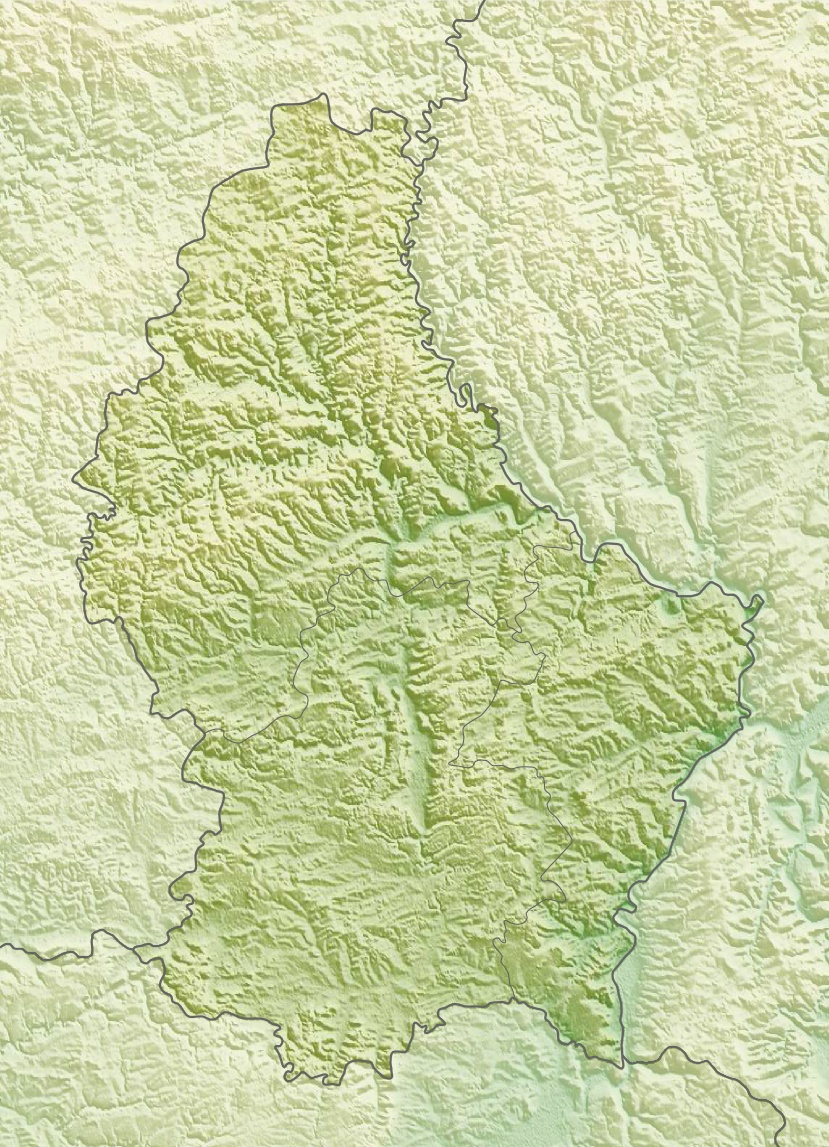
Carte topographique du Luxembourg.

Localisation du Luxembourg en Europe.

Cette liste commentée recense la mammalofaune au Luxembourg. Elle répertorie les espèces de mammifères luxembourgeois actuels et celles qui ont été récemment classifiées comme éteintes (à partir de l'Holocène, depuis donc 11 700 ans av. J.‑C.). Cette liste comporte 77 espèces réparties en huit ordres et 21 familles, dont une est « en danger critique d'extinction », une autre est « vulnérable », six sont « quasi menacées » et une a des « données insuffisantes » pour être classée (selon les critères de la liste rouge de l'UICN au niveau mondial).
Elle contient au moins cinq espèces introduites sur ce territoire, qui sont plus ou moins bien acclimatées. Il peut contenir aussi dans cette liste des animaux non reconnus par la liste rouge de l'UICN (un mammifère ici) et ils sont classés en « non évalué » : cela étant dû notamment au manque de données et à des espèces domestiques, disparues ou éteintes avant le XVIe siècle. Il n'existe pas au Luxembourg d'espèces et de sous-espèces de mammifères endémiques.

## Statuts de la liste rouge de l'UICN
Les statuts de conservation utilisés par la liste rouge de l'UICN mondiale sont :
| (EX) | Éteint                  | Il n'y a pas le moindre doute sur le fait que le dernier spécimen recensé est mort.                                                                   |
| (EW) | Éteint à l'état sauvage | L'espèce est connue uniquement en captivité ou en tant que population naturalisée bien en dehors de son ancienne aire de répartition.                 |
| (CR) | En danger critique      | L'espèce risque prochainement de s'éteindre à l'état sauvage.                                                                                         |
| (EN) | En danger               | L'espèce fait face à un très gros risque d'extinction à l'état sauvage.                                                                               |
| (VU) | Vulnérable              | L'espèce fait face à un gros risque d'extinction à l'état sauvage.                                                                                    |
| (NT) | Quasi menacé            | L'espèce ne satisfait pas un ou plusieurs des critères prévus qui permettraient de la catégoriser, mais pourrait risquer de s'éteindre dans le futur. |
| (LC) | Préoccupation mineure   | Il n'y a pas de risque identifiable pour l'espèce. |
| (DD) | Données insuffisantes   | Il n'y a pas d'information adéquate qui permettraient de faire une évaluation des risques pour cette espèce.                                          |
| (NE) | Non évalué              | L'espèce n'a pas encore été confrontée aux critères précédents, n'est pas reconnue par l'UICN ou bien s'est éteinte avant le XVIe siècle.             |

## Ordre:Primates

### Famille:Hominidés
| Nom binominal, nom vulgaire et citation d'auteurs | Nom vulgaire luxembourgeois (Lb) et allemand (De) (autres langues officielles du Luxembourg) | Origine et statut au Luxembourg | Aire de répartition                    | Statut UICN mondial | Image         |
| ------------------------------------------------- | -------------------------------------------------------------------------------------------- | ------------------------------- | -------------------------------------- | ------------------- | ------------- |
| Homo sapiens (Homme moderne) Linnaeus, 1758       | Lb : Moderne Mënsch De : Mensch                                                              | Autochtone,                     | Aire de répartition de l'Homme moderne | [ 2 ]               | Homme moderne |

## Ordre:Lagomorphes

### Famille:Léporidés
| Nom binominal, nom vulgaire et citation d'auteurs         | Nom vulgaire luxembourgeois (Lb) et allemand (De) (autres langues officielles du Luxembourg) | Origine et statut au Luxembourg | Aire de répartition                     | Statut UICN mondial | Image            |
| --------------------------------------------------------- | -------------------------------------------------------------------------------------------- | ------------------------------- | --------------------------------------- | ------------------- | ---------------- |
| Lepus europaeus (Lièvre d'Europe) Pallas, 1778            | Lb : Hues De : Feldhase                                                                      | Autochtone                      | Aire de répartition du Lièvre d'Europe  | [ 3 ]               | Lièvre d'Europe  |
| Oryctolagus cuniculus (Lapin de garenne) (Linnaeus, 1758) | Lb : Wëll Kanéngchen De : Wildkaninchen                                                      | Allochtone (Introduit),         | Aire de répartition du Lapin de garenne | [ 4 ]               | Lapin de garenne |

## Ordre:Rodentiens

### Famille:Castoridés
| Nom binominal, nom vulgaire et citation d'auteurs | Nom vulgaire luxembourgeois (Lb) et allemand (De) (autres langues officielles du Luxembourg) | Origine et statut au Luxembourg | Aire de répartition                     | Statut UICN mondial | Image            |
| ------------------------------------------------- | -------------------------------------------------------------------------------------------- | ------------------------------- | --------------------------------------- | ------------------- | ---------------- |
| Castor canadensis (Castor du Canada) Kuhl, 1820   | Lb : Kanadesche Biber De : Kanadischer Biber                                                 | Allochtone,                     | Aire de répartition du Castor du Canada | [ 6 ]               | Castor du Canada |
| Castor fiber (Castor d'Eurasie) Linnaeus, 1758    | Lb : Biber De : Europäischer Biber                                                           | Autochtone (Recolonisateur),    | Aire de répartition du Castor d'Eurasie | [ 7 ]               | Castor d'Eurasie |

### Famille:Myocastoridés
| Nom binominal, nom vulgaire et citation d'auteurs | Nom vulgaire luxembourgeois (Lb) et allemand (De) (autres langues officielles du Luxembourg) | Origine et statut au Luxembourg | Aire de répartition             | Statut UICN mondial | Image    |
| ------------------------------------------------- | -------------------------------------------------------------------------------------------- | ------------------------------- | ------------------------------- | ------------------- | -------- |
| Myocastor coypus (Ragondin) (Molina, 1782)        | Lb : Nutria De : Biberratte                                                                  | Erratique,                      | Aire de répartition du Ragondin | [ 8 ]               | Ragondin |

### Famille:Cricétidés
| Nom binominal, nom vulgaire et citation d'auteurs                        | Nom vulgaire luxembourgeois (Lb) et allemand (De) (autres langues officielles du Luxembourg) | Origine et statut au Luxembourg | Aire de répartition                         | Statut UICN mondial | Image                |
| ------------------------------------------------------------------------ | -------------------------------------------------------------------------------------------- | ------------------------------- | ------------------------------------------- | ------------------- | -------------------- |
| Arvicola amphibius (Campagnol terrestre) (Linnaeus, 1758)                | Lb : Wullmaus De : Ostschermaus                                                              | Autochtone                      | Aire de répartition du Campagnol terrestre  | [ 9 ]               | Campagnol terrestre  |
| Microtus agrestis (Campagnol agreste) (Linnaeus, 1761)                   | Lb : Kleng Wullmaus De : Erdmaus                                                             | Autochtone                      | Aire de répartition du Campagnol agreste    | [ 10 ]              | Campagnol agreste    |
| Microtus arvalis (Campagnol des champs) (Pallas, 1778)                   | Lb : Feldmaus De : Feldmaus                                                                  | Autochtone                      | Aire de répartition du Campagnol des champs | [ 11 ]              | Campagnol des champs |
| Microtus subterraneus (Campagnol souterrain) (de Sélys Longchamps, 1836) | Lb : Klengouerwullmaus De : Kurzohrmaus                                                      | Autochtone                      | Illustration manquante                      | [ 12 ]              | Campagnol souterrain |
| Myodes glareolus (Campagnol roussâtre) Schreber, 1780                    | Lb : Rout Bëschmaus De : Rötelmaus                                                           | Autochtone                      | Aire de répartition du Campagnol roussâtre  | [ 14 ]              | Campagnol roussâtre  |
| Ondatra zibethicus (Rat musqué) (Linnaeus, 1766)                         | Lb : Bisamrat De : Bisamratte                                                                | Allochtone                      | Aire de répartition du Rat musqué           | [ 15 ]              | Rat musqué           |
| Cricetus cricetus (Grand Hamster) (Linnaeus, 1758)                       | Lb : — aucun — De : Feldhamster                                                              | Autochtone (Disparu),           | Aire de répartition du Grand Hamster        | [ 16 ]              | Grand Hamster        |

### Famille:Muridés
| Nom binominal, nom vulgaire et citation d'auteurs       | Nom vulgaire luxembourgeois (Lb) et allemand (De) (autres langues officielles du Luxembourg) | Origine et statut au Luxembourg | Aire de répartition                     | Statut UICN mondial | Image            |
| ------------------------------------------------------- | -------------------------------------------------------------------------------------------- | ------------------------------- | --------------------------------------- | ------------------- | ---------------- |
| Apodemus flavicollis (Mulot à collier) (Melchior, 1834) | Lb : Giel Bëschmaus De : Gelbhalsmaus                                                        | Autochtone                      | Aire de répartition du Mulot à collier  | [ 17 ]              | Mulot à collier  |
| Apodemus sylvaticus (Mulot sylvestre) (Linnaeus, 1758)  | Lb : Bëschmaus De : Waldmaus                                                                 | Autochtone                      | Aire de répartition du Mulot sylvestre  | [ 18 ]              | Mulot sylvestre  |
| Micromys minutus (Rat des moissons) (Pallas, 1771)      | Lb : Kleng Feldmaus De : Zwergmaus                                                           | Autochtone                      | Aire de répartition du Rat des moissons | [ 19 ]              | Rat des moissons |
| Mus musculus (Souris grise) Linnaeus, 1758              | Lb : Hausmaus De : Hausmaus                                                                  | Allochtone (Introduit),         | Aire de répartition de la Souris grise  | [ 20 ]              | Souris grise     |
| Rattus norvegicus (Rat surmulot) (Berkenhout, 1769)     | Lb : Brong Rat De : Wanderratte                                                              | Allochtone (Introduit)          | Aire de répartition du Rat surmulot     | [ 22 ]              | Rat surmulot     |

### Famille:Gliridés
| Nom binominal, nom vulgaire et citation d'auteurs     | Nom vulgaire luxembourgeois (Lb) et allemand (De) (autres langues officielles du Luxembourg) | Origine et statut au Luxembourg | Aire de répartition                 | Statut UICN mondial | Image        |
| ----------------------------------------------------- | -------------------------------------------------------------------------------------------- | ------------------------------- | ----------------------------------- | ------------------- | ------------ |
| Glis glis (Loir gris) Linnaeus, 1766                  | Lb : Siweschléifer De : Siebenschläfer                                                       | Autochtone                      | Aire de répartition du Loir gris    | [ 24 ]              | Loir gris    |
| Eliomys quercinus (Lérot commun) (Linnaeus, 1766)     | Lb : Gaardeschléifer De : Gartenschläfer                                                     | Autochtone                      | Aire de répartition du Lérot commun | [ 25 ]              | Lérot commun |
| Muscardinus avellanarius (Muscardin) (Linnaeus, 1758) | Lb : Hieselmaus De : Haselmaus                                                               | Autochtone                      | Aire de répartition du Muscardin    | [ 26 ]              | Muscardin    |

### Famille:Sciuridés
| Nom binominal, nom vulgaire et citation d'auteurs | Nom vulgaire luxembourgeois (Lb) et allemand (De) (autres langues officielles du Luxembourg) | Origine et statut au Luxembourg | Aire de répartition                    | Statut UICN mondial | Image         |
| ------------------------------------------------- | -------------------------------------------------------------------------------------------- | ------------------------------- | -------------------------------------- | ------------------- | ------------- |
| Sciurus vulgaris (Écureuil roux) Linnaeus, 1758   | Lb : Kaweechelchen De : Eichhörnchen                                                         | Autochtone                      | Aire de répartition de l'Écureuil roux | [ 27 ]              | Écureuil roux |

## Ordre:Érinacéomorphes

### Famille:Érinacéidés
| Nom binominal, nom vulgaire et citation d'auteurs                  | Nom vulgaire luxembourgeois (Lb) et allemand (De) (autres langues officielles du Luxembourg) | Origine et statut au Luxembourg | Aire de répartition                                  | Statut UICN mondial | Image                         |
| ------------------------------------------------------------------ | -------------------------------------------------------------------------------------------- | ------------------------------- | ---------------------------------------------------- | ------------------- | ----------------------------- |
| Erinaceus europaeus (Hérisson d'Europe occidentale) Linnaeus, 1758 | Lb : Kéisécker De : Braunbrustigel                                                           | Autochtone                      | Aire de répartition du Hérisson d'Europe occidentale | [ 28 ]              | Hérisson d'Europe occidentale |

## Ordre:Soricomorphes

### Famille:Soricidés
| Nom binominal, nom vulgaire et citation d'auteurs      | Nom vulgaire luxembourgeois (Lb) et allemand (De) (autres langues officielles du Luxembourg) | Origine et statut au Luxembourg | Aire de répartition                            | Statut UICN mondial | Image                |
| ------------------------------------------------------ | -------------------------------------------------------------------------------------------- | ------------------------------- | ---------------------------------------------- | ------------------- | -------------------- |
| Crocidura leucodon (Crocidure leucode) (Hermann, 1780) | Lb : Feldspëtzmaus De : Feldspitzmaus                                                        | Autochtone (Disparu)            | Aire de répartition de la Crocidure leucode    | [ 29 ]              | Crocidure leucode    |
| Crocidura russula (Crocidure musette) (Hermann, 1780)  | Lb : Hausspëtzmaus De : Hausspitzmaus                                                        | Allochtone,                     | Aire de répartition de la Crocidure musette    | [ 30 ]              | Crocidure musette    |
| Neomys anomalus (Crossope de Miller) Cabrera, 1907     | Lb : Sumpfspëtzmaus De : Sumpfspitzmaus                                                      | Autochtone                      | Aire de répartition de la Crossope de Miller   | [ 33 ]              | Crossope de Miller   |
| Neomys fodiens (Crossope aquatique) (Pennant, 1771)    | Lb : Waasserspëtzmaus De : Wasserspitzmaus                                                   | Autochtone                      | Aire de répartition de la Crossope aquatique   | [ 34 ]              | Crossope aquatique   |
| Sorex araneus (Musaraigne carrelet) Linnaeus, 1758     | Lb : Bëschspëtzmaus De : Waldspitzmaus                                                       | Autochtone                      | Aire de répartition de la Musaraigne carrelet  | [ 35 ]              | Musaraigne carrelet  |
| Sorex coronatus (Musaraigne couronnée) Millet, 1828    | Lb : Zweefaarweg Bëschspëtzmaus De : Schabrackenspitzmaus                                    | Autochtone                      | Aire de répartition de la Musaraigne couronnée | [ 36 ]              | Musaraigne couronnée |
| Sorex minutus (Musaraigne pygmée) Linnaeus, 1766       | Lb : Kleng Spëtzmaus De : Zwergspitzmaus                                                     | Autochtone                      | Aire de répartition de la Musaraigne pygmée    | [ 37 ]              | Musaraigne pygmée    |

### Famille:Talpidés
| Nom binominal, nom vulgaire et citation d'auteurs | Nom vulgaire luxembourgeois (Lb) et allemand (De) (autres langues officielles du Luxembourg) | Origine et statut au Luxembourg | Aire de répartition                      | Statut UICN mondial | Image          |
| ------------------------------------------------- | -------------------------------------------------------------------------------------------- | ------------------------------- | ---------------------------------------- | ------------------- | -------------- |
| Talpa europaea (Taupe d'Europe) Linnaeus, 1758    | Lb : Maulef De : Europäischer Maulwurf                                                       | Autochtone                      | Aire de répartition de la Taupe d'Europe | [ 38 ]              | Taupe d'Europe |

## Ordre:Chiroptères

### Famille:Rhinolophidés
| Nom binominal, nom vulgaire et citation d'auteurs             | Nom vulgaire luxembourgeois (Lb) et allemand (De) (autres langues officielles du Luxembourg) | Origine et statut au Luxembourg | Aire de répartition                     | Statut UICN mondial | Image            |
| ------------------------------------------------------------- | -------------------------------------------------------------------------------------------- | ------------------------------- | --------------------------------------- | ------------------- | ---------------- |
| Rhinolophus ferrumequinum (Grand Rhinolophe) (Schreber, 1774) | Lb : Grouss Huffisennues De : Große Hufeisennase                                             | Autochtone                      | Aire de répartition du Grand Rhinolophe | [ 39 ]              | Grand Rhinolophe |
| Rhinolophus hipposideros (Petit Rhinolophe) (Bechstein, 1800) | Lb : Kleng Huffisennues De : Kleine Hufeisennase                                             | Autochtone (Disparu)            | Aire de répartition du Petit Rhinolophe | [ 40 ]              | Petit Rhinolophe |

### Famille:Vespertilionidés
| Nom binominal, nom vulgaire et citation d'auteurs                             | Nom vulgaire luxembourgeois (Lb) et allemand (De) (autres langues officielles du Luxembourg) | Origine et statut au Luxembourg | Aire de répartition                                | Statut UICN mondial | Image                       |
| ----------------------------------------------------------------------------- | -------------------------------------------------------------------------------------------- | ------------------------------- | -------------------------------------------------- | ------------------- | --------------------------- |
| Myotis alcathoe (Murin d'Alcathoé) von Helversen & Heller, 2001               | Lb : Nymphefledermaus De : Nymphenfledermaus                                                 | Autochtone                      | Aire de répartition du Murin d'Alcathoé            | [ 42 ]              | Murin d'Alcathoé            |
| Myotis bechsteinii (Murin de Bechstein) (Kuhl, 1817)                          | Lb : Bechsteinfledermaus De : Bechsteinfledermaus                                            | Autochtone                      | Aire de répartition du Murin de Bechstein          | [ 44 ]              | Murin de Bechstein          |
| Myotis brandtii (Murin de Brandt) (Eversmann, 1845)                           | Lb : Grouss Baartfledermaus De : Große Bartfledermaus                                        | Autochtone                      | Aire de répartition du Murin de Brandt             | [ 45 ]              | Murin de Brandt             |
| Myotis dasycneme (Murin des marais) (Boie, 1825)                              | Lb : Séifledermaus De : Teichfledermaus                                                      | Autochtone                      | Aire de répartition du Murin des marais            | [ 46 ]              | Murin des marais            |
| Myotis daubentonii (Murin de Daubenton) (Kuhl, 1817)                          | Lb : Waasserfledermaus De : Wasserfledermaus                                                 | Autochtone                      | Aire de répartition du Murin de Daubenton          | [ 47 ]              | Murin de Daubenton          |
| Myotis emarginatus (Murin à oreilles échancrées) (É. Geoffroy, 1806)          | Lb : Wimperefledermaus De : Wimperfledermaus                                                 | Autochtone                      | Aire de répartition du Murin à oreilles échancrées | [ 48 ]              | Murin à oreilles échancrées |
| Myotis myotis (Grand Murin) (Borkhausen, 1797)                                | Lb : Grousst Mausouer De : Großes Mausohr                                                    | Autochtone                      | Aire de répartition du Grand Murin                 | [ 49 ]              | Grand Murin                 |
| Myotis mystacinus (Murin à moustaches) (Kuhl, 1817)                           | Lb : Kleng Baartfledermaus De : Kleine Bartfledermaus                                        | Autochtone                      | Aire de répartition du Murin à moustaches          | [ 50 ]              | Murin à moustaches          |
| Myotis nattereri (Murin de Natterer) (Kuhl, 1817)                             | Lb : Buuschtefledermaus De : Fransenfledermaus                                               | Autochtone                      | Aire de répartition du Murin de Natterer           | [ 51 ]              | Murin de Natterer           |
| Eptesicus nilssonii (Sérotine de Nilsson) (Keyserling & Blasius, 1839)        | Lb : Nordfledermaus De : Nordfledermaus                                                      | Autochtone                      | Aire de répartition de la Sérotine de Nilsson      | [ 52 ]              | Sérotine de Nilsson         |
| Eptesicus serotinus (Sérotine commune) (Schreber, 1774)                       | Lb : Breetflllekefledermaus De : Breitflügelfledermaus                                       | Autochtone                      | Aire de répartition de la Sérotine commune         | [ 53 ]              | Sérotine commune            |
| Nyctalus leisleri (Noctule de Leisler) (Kuhl, 1817)                           | Lb : Kleng Bëschfledermaus De : Kleiner Abendsegler                                          | Autochtone                      | Aire de répartition de la Noctule de Leisler       | [ 54 ]              | Noctule de Leisler          |
| Nyctalus noctula (Noctule commune) (Schreber, 1774)                           | Lb : Bëschfledermaus De : Großer Abendsegler                                                 | Autochtone                      | Aire de répartition de la Noctule commune          | [ 55 ]              | Noctule commune             |
| Pipistrellus nathusii (Pipistrelle de Nathusius) (Keyserling & Blasius, 1839) | Lb : Rauhautfledermaus De : Rauhautfledermaus                                                | Autochtone                      | Aire de répartition de la Pipistrelle de Nathusius | [ 56 ]              | Pipistrelle de Nathusius    |
| Pipistrellus pipistrellus (Pipistrelle commune) (Schreber, 1774)              | Lb : Zwergfledermaus De : Zwergfledermaus                                                    | Autochtone                      | Aire de répartition de la Pipistrelle commune      | [ 57 ]              | Pipistrelle commune         |
| Pipistrellus pygmaeus (Pipistrelle pygmée) (Leach, 1825)                      | Lb : — aucun — De : Mückenfledermaus                                                         | Peut-être autochtone,           | Aire de répartition de la Pipistrelle pygmée       | [ 58 ]              | Pipistrelle pygmée          |
| Barbastella barbastellus (Barbastelle d'Europe) (Schreber, 1774)              | Lb : Mopsfledermaus De : Mopsfledermaus                                                      | Autochtone                      | Aire de répartition de la Barbastelle d'Europe     | [ 59 ]              | Barbastelle d'Europe        |
| Plecotus auritus (Oreillard roux) (Linnaeus, 1758)                            | Lb : Brongt Laangouer De : Braunes Langohr                                                   | Autochtone                      | Aire de répartition de l'Oreillard roux            | [ 60 ]              | Oreillard roux              |
| Plecotus austriacus (Oreillard gris) (J. Fischer, 1829)                       | Lb : Grot Laangouer De : Graues Langohr                                                      | Autochtone                      | Aire de répartition de l'Oreillard gris            | [ 61 ]              | Oreillard gris              |
| Vespertilio murinus (Sérotine bicolore) Linnaeus, 1758                        | Lb : Zweefaarweg Fliedermaus De : Zweifarbfledermaus                                         | Autochtone                      | Aire de répartition de la Sérotine bicolore        | [ 62 ]              | Sérotine bicolore           |

## Ordre:Artiodactyles

### Famille:Bovidés
| Nom binominal, nom vulgaire et citation d'auteurs | Nom vulgaire luxembourgeois (Lb) et allemand (De) (autres langues officielles du Luxembourg) | Origine et statut au Luxembourg | Aire de répartition                     | Statut UICN mondial | Image            |
| ------------------------------------------------- | -------------------------------------------------------------------------------------------- | ------------------------------- | --------------------------------------- | ------------------- | ---------------- |
| Bos taurus (Taurin) Linnaeus, 1758                | Lb : — aucun — De : Hausrind                                                                 | Autochtone (Disparu)            | Aire de répartition du Taurin           | (NE)                |                  |
| Ovis aries (Mouflon oriental) Linnaeus, 1758      | Lb : Muffel De : Mufflon                                                                     | Allochtone (Introduit)          | Aire de répartition du Mouflon oriental | [ 65 ]              | Mouflon oriental |

### Famille:Cervidés
| Nom binominal, nom vulgaire et citation d'auteurs         | Nom vulgaire luxembourgeois (Lb) et allemand (De) (autres langues officielles du Luxembourg) | Origine et statut au Luxembourg | Aire de répartition                       | Statut UICN mondial | Image              |
| --------------------------------------------------------- | -------------------------------------------------------------------------------------------- | ------------------------------- | ----------------------------------------- | ------------------- | ------------------ |
| Alces alces (Élan) (Linnaeus, 1758)                       | Lb : — aucun — De : Elch                                                                     | Autochtone (Disparu)            | Aire de répartition de l'Élan             | [ 67 ]              | Élan               |
| Capreolus capreolus (Chevreuil européen) (Linnaeus, 1758) | Lb : Réi De : Reh                                                                            | Autochtone                      | Aire de répartition du Chevreuil européen | [ 68 ]              | Chevreuil européen |
| Cervus elaphus (Cerf élaphe) Linnaeus, 1758               | Lb : Hirsch De : Rothirsch                                                                   | Autochtone                      | Aire de répartition du Cerf élaphe        | [ 69 ]              | Cerf élaphe        |
| Cervus nippon (Cerf sika) Temminck, 1838                  | Lb : Sikahirsch De : Sikahirsch                                                              | Allochtone                      | Illustration manquante                    | [ 70 ]              | Cerf sika          |
| Dama dama (Daim européen) (Linnaeus, 1758)                | Lb : Dammhirsch De : Damhirsch                                                               | Allochtone (Introduit)          | Aire de répartition du Daim européen      | [ 71 ]              | Daim européen      |

### Famille:Suidés
| Nom binominal, nom vulgaire et citation d'auteurs | Nom vulgaire luxembourgeois (Lb) et allemand (De) (autres langues officielles du Luxembourg) | Origine et statut au Luxembourg | Aire de répartition                       | Statut UICN mondial | Image              |
| ------------------------------------------------- | -------------------------------------------------------------------------------------------- | ------------------------------- | ----------------------------------------- | ------------------- | ------------------ |
| Sus scrofa (Sanglier d'Eurasie) Linnaeus, 1758    | Lb : Wëllt Schwäin De : Wildschwein                                                          | Autochtone                      | Aire de répartition du Sanglier d'Eurasie | [ 72 ]              | Sanglier d'Eurasie |

## Ordre:Carnivores

### Famille:Canidés
| Nom binominal, nom vulgaire et citation d'auteurs      | Nom vulgaire luxembourgeois (Lb) et allemand (De) (autres langues officielles du Luxembourg) | Origine et statut au Luxembourg       | Aire de répartition                   | Statut UICN mondial | Image          |
| ------------------------------------------------------ | -------------------------------------------------------------------------------------------- | ------------------------------------- | ------------------------------------- | ------------------- | -------------- |
| Canis lupus (Loup gris) Linnaeus, 1758                 | Lb : Wollef De : Wolf                                                                        | Autochtone (Disparu, puis erratique), | Aire de répartition du Loup gris      | [ 75 ]              |                |
| Nyctereutes procyonoides (Chien viverrin) (Gray, 1834) | Lb : Marderhond De : Marderhund                                                              | Peut-être erratique,                  | Aire de répartition du Chien viverrin | [ 77 ]              | Chien viverrin |
| Vulpes vulpes (Renard roux) (Linnaeus, 1758)           | Lb : Fuuss De : Rotfuchs                                                                     | Autochtone                            | Aire de répartition du Renard roux    | [ 78 ]              | Renard roux    |

### Famille:Ursidés
| Nom binominal, nom vulgaire et citation d'auteurs | Nom vulgaire luxembourgeois (Lb) et allemand (De) (autres langues officielles du Luxembourg) | Origine et statut au Luxembourg | Aire de répartition                | Statut UICN mondial | Image     |
| ------------------------------------------------- | -------------------------------------------------------------------------------------------- | ------------------------------- | ---------------------------------- | ------------------- | --------- |
| Ursus arctos (Ours brun) Linnaeus, 1758           | Lb : Bronge Bier De : Braunbär                                                               | Autochtone (Disparu)            | Aire de répartition de l'Ours brun | [ 79 ]              | Ours brun |

### Famille:Mustélidés
| Nom binominal, nom vulgaire et citation d'auteurs  | Nom vulgaire luxembourgeois (Lb) et allemand (De) (autres langues officielles du Luxembourg) | Origine et statut au Luxembourg | Aire de répartition                        | Statut UICN mondial | Image             |
| -------------------------------------------------- | -------------------------------------------------------------------------------------------- | ------------------------------- | ------------------------------------------ | ------------------- | ----------------- |
| Lutra lutra (Loutre commune) (Linnaeus, 1758)      | Lb : Fëschotter De : Fischotter                                                              | Autochtone                      | Aire de répartition de la Loutre commune   | [ 80 ]              | Loutre commune    |
| Martes foina (Fouine) (Erxleben, 1777)             | Lb : Steemarder De : Steinmarder                                                             | Peut-être allochtone,           | Aire de répartition de la Fouine           | [ 81 ]              | Fouine            |
| Martes martes (Martre des pins) (Linnaeus, 1758)   | Lb : Bëschmarder De : Baummarder                                                             | Autochtone                      | Aire de répartition de la Martre des pins  | [ 83 ]              | Martre des pins   |
| Meles meles (Blaireau européen) (Linnaeus, 1758)   | Lb : Dachs De : Europäischer Dachs                                                           | Autochtone                      | Aire de répartition du Blaireau européen   | [ 84 ]              | Blaireau européen |
| Mustela lutreola (Vison d'Europe) (Linnaeus, 1761) | Lb : Europäeschen Näerz De : Europäischer Nerz                                               | Autochtone (Disparu)            | Aire de répartition du Vison d'Europe      | [ 85 ]              | Vison d'Europe    |
| Mustela erminea (Hermine) Linnaeus, 1758           | Lb : Grousst Wisel De : Hermelin                                                             | Autochtone                      | Aire de répartition de l'Hermine           | [ 86 ]              | Hermine           |
| Mustela nivalis (Belette d'Europe) Linnaeus, 1766  | Lb : Klengt Wisel De : Mauswiesel                                                            | Autochtone                      | Aire de répartition de la Belette d'Europe | [ 87 ]              | Belette d'Europe  |
| Mustela putorius (Putois d'Europe) Linnaeus, 1758  | Lb : Sténkert De : Europäischer Iltis                                                        | Autochtone                      | Aire de répartition du Putois d'Europe     | [ 88 ]              | Putois d'Europe   |
| Neovison vison (Vison d'Amérique) (Schreber, 1777) | Lb : Amerikaneschen Näerz De : Amerikanischer Nerz                                           | Erratique                       | Aire de répartition du Vison d'Amérique    | [ 89 ]              | Vison d'Amérique  |

### Famille:Procyonidés
| Nom binominal, nom vulgaire et citation d'auteurs    | Nom vulgaire luxembourgeois (Lb) et allemand (De) (autres langues officielles du Luxembourg) | Origine et statut au Luxembourg | Aire de répartition                        | Statut UICN mondial | Image               |
| ---------------------------------------------------- | -------------------------------------------------------------------------------------------- | ------------------------------- | ------------------------------------------ | ------------------- | ------------------- |
| Procyon lotor (Raton laveur commun) (Linnaeus, 1758) | Lb : Wäschbier De : Waschbär                                                                 | Allochtone                      | Aire de répartition du Raton laveur commun | [ 90 ]              | Raton laveur commun |

### Famille:Félidés
| Nom binominal, nom vulgaire et citation d'auteurs | Nom vulgaire luxembourgeois (Lb) et allemand (De) (autres langues officielles du Luxembourg) | Origine et statut au Luxembourg | Aire de répartition                 | Statut UICN mondial | Image        |
| ------------------------------------------------- | -------------------------------------------------------------------------------------------- | ------------------------------- | ----------------------------------- | ------------------- | ------------ |
| Felis silvestris (Chat sauvage) Schreber, 1777    | Lb : Wëll Kaz De : Wildkatze                                                                 | Autochtone                      | Aire de répartition du Chat sauvage | [ 91 ]              | Chat sauvage |
| Lynx lynx (Lynx boréal) (Linnaeus, 1758)          | Lb : Luchs De : Eurasischer Luchs                                                            | Autochtone (Disparu)            | Aire de répartition du Lynx boréal  | [ 93 ]              | Lynx boréal  |